# ГЕС Grand-Mère
ГЕС Grand-Mère – гідроелектростанція у канадській провінції Квебек. Знаходячись між ГЕС La Tuque (вище по течії) та ГЕС Shawinigan 2-3, входить до складу каскаду на річці Saint-Maurice, яка у місті Труа-Рів'єр впадає ліворуч до річки Святого Лаврентія (дренує Великі озера).
В межах проекту річку у 1914 році перекрили бетонною гравітаційною греблею висотою 42 метри та довжиною 672 метри. Ця споруда утворила водосховище з об’ємом 128 млн м3 та включала інтегрований у правобережну частину машинний зал. Останній у 1916-1930 роках обладнали чотирма турбінами, котрі наразі мають загальну потужність 67 МВт та використовують напір у 25,6 метра. 
В 2004 році можливості комплексу багаторазово зросли завдяки введенню в дію другого машинного залу Rocher-de-Grand-Mère. Споруджений біля лівобережної частини греблі, він має три турбіни типу Каплан загальною потужністю 230 МВт, котрі використовують напір у 24,3 метра та здатні продукувати 1,2 млрд кВт-год електроенергії на рік. В межах цього проекту загальна довжина греблі досягла 785 метрів.